# Бриджвотер (Нью-Йорк)
Бриджвотер (англ. Bridgewater) — місто (англ. town) в США, в окрузі Онейда штату Нью-Йорк. Населення — 1507 осіб (2020).

## Демографія
Згідно з переписом 2010 року, у місті мешкали 1522 особи в 587 домогосподарствах у складі 406 родин. Було 635 помешкань
Расовий склад населення:
| - 96,6 % — білих - 1,1 % — чорних або афроамериканців - 0,5 % — азіатів - 0,1 % — корінних американців |

До двох чи більше рас належало 1,0 %. Частка іспаномовних становила 3,0 % від усіх жителів.
За віковим діапазоном населення розподілялося таким чином: 23,1 % — особи молодші 18 років, 65,6 % — особи у віці 18—64 років, 11,3 % — особи у віці 65 років та старші. Медіана віку мешканця становила 40,8 року. На 100 осіб жіночої статі у місті припадало 104,6 чоловіків;  на 100 жінок у віці від 18 років та старших — 106,3 чоловіків також старших 18 років.
Середній дохід на одне домашнє господарство  становив 58 218 доларів США (медіана — 46 304), а середній дохід на одну сім'ю — 64 050 доларів (медіана — 60 521). Медіана доходів становила 47 548 доларів для чоловіків та 32 833 долари для жінок. За межею бідності перебувало 16,5 % осіб, у тому числі 24,3 % дітей у віці до 18 років та 15,1 % осіб у віці 65 років та старших.
Цивільне працевлаштоване населення становило 680 осіб. Основні галузі зайнятості: освіта, охорона здоров'я та соціальна допомога — 26,5 %, роздрібна торгівля — 12,6 %, виробництво — 12,6 %.